# 愛知県道443号富岡大海線
愛知県道443号富岡大海線（あいちけんどう443ごう とみおかおおみせん）は、愛知県新城市富岡から新城市大海に至る一般県道である。
この道路は途中、浅間峠付近の未整備区間が車両通行止めとなっているため、起点から終点までこの道だけを使って行くことはできない。

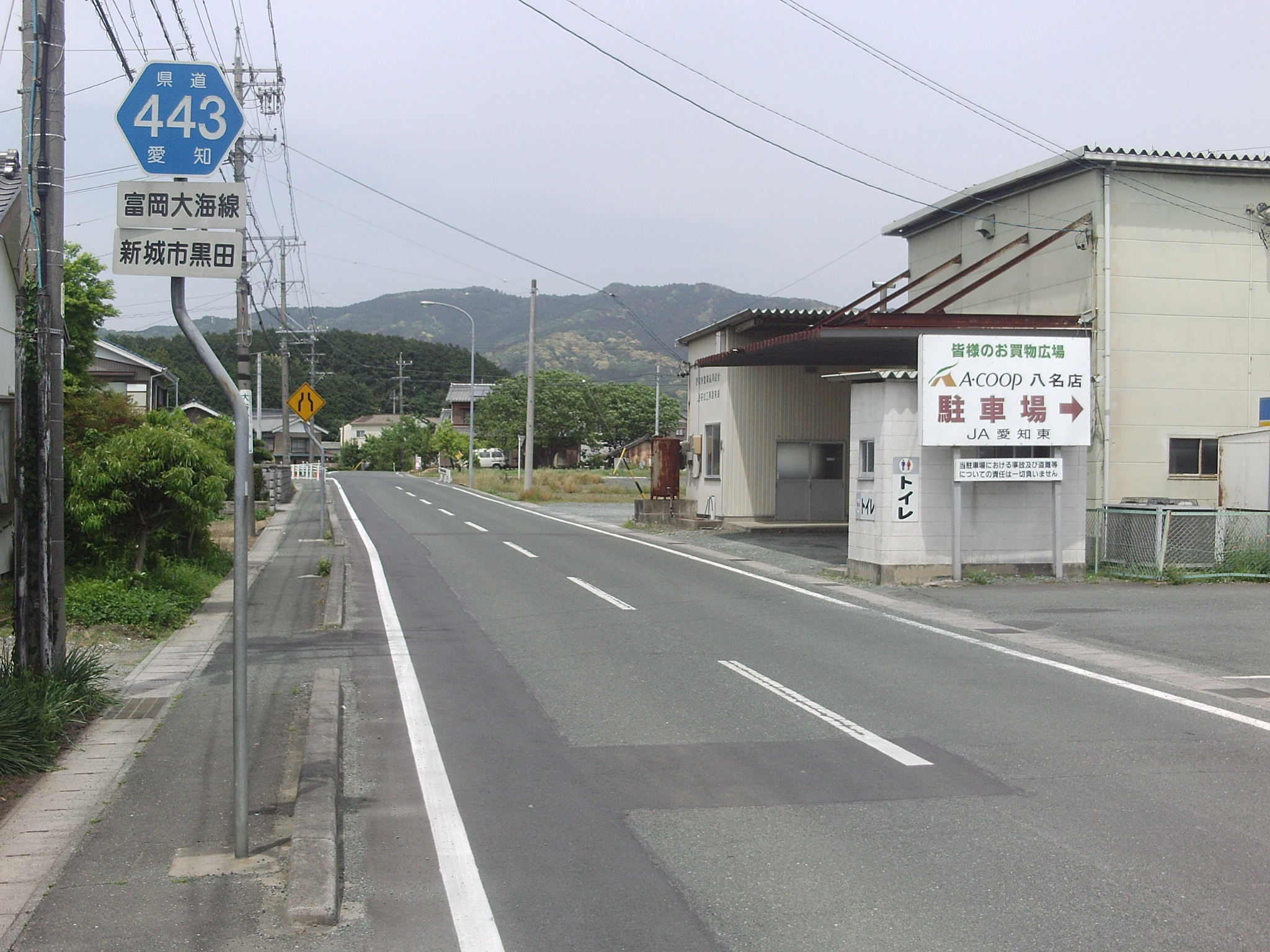
起点側。画像の手前が富岡である。ここから東へ浅間峠を越えてゆく。

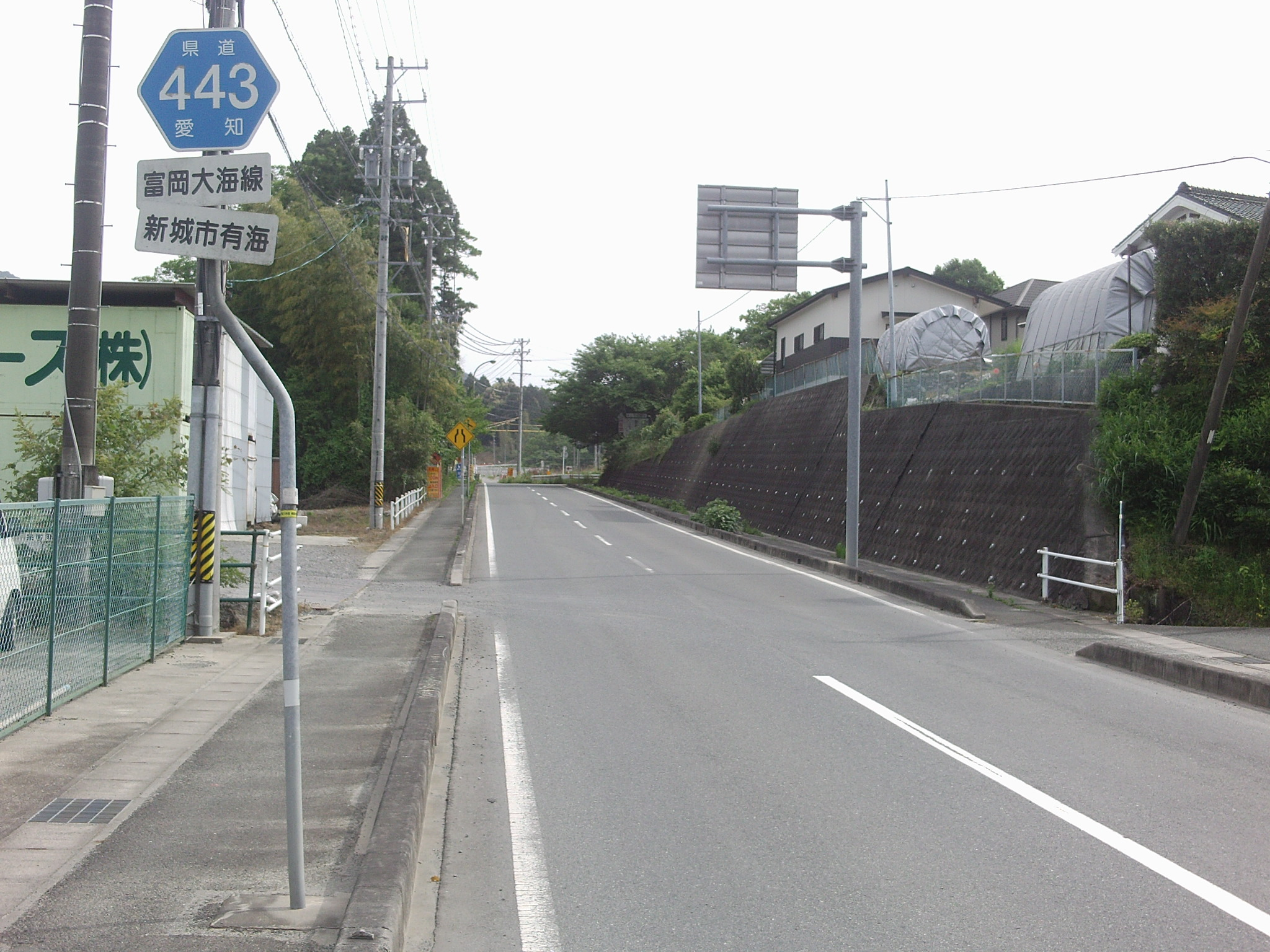
終点側。国道257号に合流して北上すると大海。

## 概要

### 路線データ
- 起点：愛知県新城市富岡字萩平野（八名農協前交差点）
- 終点：愛知県新城市大海字南田（大海交差点）

## 沿革
- 1959年12月15日 認定
- 2016年 新東名高速道路開通に付帯した新城市有海地内の区画整理に伴い、経路を鳥居駅前から新東名沿いに変更

## 通過する自治体
- 愛知県
  - 新城市

## 交差・接続する道路
※新城市有海字並松の新東名高速道路交差部南に位置する丁字路では、交差道路標識（通称・卒塔婆）が南北両方向とも439号、東へ分岐する牛渕橋方面が443号となっている。一方、この前後に古くからある県道標識（通称・ヘキサ）は有海交差点方面が443号、牛渕橋方面が439号である。後年設置された交差道路標識の方が誤りと考えられるが、更なる調査を要する。
- 国道301号（八名農協前交差点、丁字路）

この間に車両通行止め区間あり
- 愛知県道392号・静岡県道303号新城引佐線（新城市吉川字中野・日吉字百田間で重複）
- 愛知県道69号豊橋乗本線（新城市日吉字広畑・乗本字舟津：牛渕橋東間で重複）
- 愛知県道439号能登瀬新城線（新城市乗本字舟津：牛渕橋東・有海字並松間で重複）※
- 国道151号（新城市有海字作神：有海交差点、旧道は西側をオーバーパス）
- 国道420号・国道257号（有海交差点・大海交差点間で重複）
- 旧・国道151号（大海交差点、交差）

## 沿線周辺
- 新城市立八名中学校
- JA愛知東 八名支店
- 八名工業団地
  - 横浜ゴム 新城東工場
- JR飯田線 鳥居駅
- JR飯田線 大海駅